# لوثر غرين
لوثر غرين (بالإنجليزية: Luther Green)‏ مواليد 13 نوفمبر 1946 في نيويورك - الوفاة 25 يناير 2006، كان لاعب كرة سلة أمريكي. بدأ مسيرته الاحترافية في سنة 1969. تم اختياره من قبل فريق سكرامنتو كينغز خلال الدرافت. بلغ طوله 6 قدم 7 بوصة (2.0 م). اعتزل اللعب في 1979. لعب مع بروكلين نتس وفيلادلفيا سفنتي سيكسرز.

## روابط خارجية
- لوثر غرين على موقع إن بي أي (الإنجليزية)
- لوثر غرين على موقع سبورتس رفرنس (الإنجليزية)
- لوثر غرين على موقع كلية كرة السلة في سبورتس رفرنس.كوم (الإنجليزية)
- لوثر غرين على موقع ريلجم (الإنجليزية)
- لوثر غرين على موقع بروبوليرز (الإنجليزية)